# Saison 2025-2026 des Suns de Phoenix
La saison 2025-2026 des Suns de Phoenix est la 58e saison de la franchise en National Basketball Association (NBA).

## Draft
| Tour | Choix | Joueur        | Poste | Nationalité | Provenance               |
| ---- | ----- | ------------- | ----- | ----------- | ------------------------ |
| 1    | 29    | Liam McNeeley | SF    | États-Unis  | Huskies du Connecticut   |
| 2    | 52    | Alex Toohey   | SF    | Australie   | Sydney Kings (Australie) |

## Matchs

### Summer League
| Summer League Total: 2-3 |

| Match | Date match | Équipe     | Score    | Meilleur marqueur  | Meilleur rebondeur   | Meilleur passeur      | Lieux Spectateurs      | Série |
| ----- | ---------- | ---------- | -------- | ------------------ | -------------------- | --------------------- | ---------------------- | ----- |
| 1     | 11 juillet | Washington | V 103-84 | Koby Brea (19)     | Oso Ighodaro (14)    | Yuri Collins (6)      | Thomas & Mack Center 0 | 1 - 0 |
| 2     | 13 juillet | Atlanta    | D 80-98  | Oso Ighodaro (18)  | Oso Ighodaro (9)     | Collins, Ellis (4)    | Cox Pavilion 0         | 1 - 1 |
| 3     | 14 juillet | Sacramento | D 76-94  | Ryan Dunn (18)     | Ryan Dunn (6)        | Yuri Collins (5)      | Cox Pavilion 0         | 1 - 2 |
| 4     | 16 juillet | Minnesota  | D 85-89  | Boogie Ellis (23)  | Fleming, Maluach (7) | Yuri Collins (9)      | Cox Pavilion 0         | 1 - 3 |
| 5     | 19 juillet | Portland   | V 111-87 | Khalif Battle (21) | CJ Huntley (9)       | Ellis, Schumacher (6) | Cox Pavilion 0         | 2 - 3 |

### Pré-saison
| Pré-saison Total: 0-0 (Domicile : 0-0; Extérieur : 0-0) |

### Saison régulière
| Saison régulière Total: 0-0 (Domicile : 0-0; Extérieur : 0-0) |

### Confrontations en saison régulière
| Conférence Est      | Conférence Est                        | Conférence Est                        | Conférence Ouest                      | Conférence Ouest                      | Conférence Ouest                      | Conférence Ouest                      | Conférence Ouest                      |
| Division Atlantique | Division Atlantique                   | Division Atlantique                   | Division Nord-Ouest                   | Division Nord-Ouest                   | Division Nord-Ouest                   | Division Nord-Ouest                   | Division Nord-Ouest                   |
| Équipe              | Domicile                              | Extérieur                             | Équipe                                | Domicile                              | Domicile                              | Extérieur                             | Extérieur                             |
| ------------------- | ------------------------------------- | ------------------------------------- | ------------------------------------- | ------------------------------------- | ------------------------------------- | ------------------------------------- | ------------------------------------- |
| Boston              |                                       |                                       | Denver                                |                                       |                                       |                                       |                                       |
| Brooklyn            |                                       |                                       | Minnesota                             |                                       |                                       |                                       |                                       |
| New York            |                                       |                                       | Oklahoma City                         |                                       |                                       |                                       |                                       |
| Philadelphie        |                                       |                                       | Portland                              |                                       |                                       |                                       |                                       |
| Toronto             |                                       |                                       | Utah                                  |                                       |                                       |                                       |                                       |
| Division            | 0-0 (Domicile : 0-0; Extérieur : 0-0) | 0-0 (Domicile : 0-0; Extérieur : 0-0) | Division                              | 0-0 (Domicile : 0-0; Extérieur : 0-0) | 0-0 (Domicile : 0-0; Extérieur : 0-0) | 0-0 (Domicile : 0-0; Extérieur : 0-0) | 0-0 (Domicile : 0-0; Extérieur : 0-0) |
| Division Centrale   | Division Centrale                     | Division Centrale                     | Division Pacifique                    | Division Pacifique                    | Division Pacifique                    | Division Pacifique                    | Division Pacifique                    |
| Équipe              | Domicile                              | Extérieur                             | Équipe                                | Domicile                              | Domicile                              | Extérieur                             | Extérieur                             |
| Chicago             |                                       |                                       | Golden State                          |                                       |                                       |                                       |                                       |
| Cleveland           |                                       |                                       | L.A. Clippers                         |                                       |                                       |                                       |                                       |
| Detroit             |                                       |                                       | L.A. Lakers                           |                                       |                                       |                                       |                                       |
| Indiana             |                                       |                                       |                                       |                                       |                                       |                                       |                                       |
| Milwaukee           |                                       |                                       | Sacramento                            |                                       |                                       |                                       |                                       |
| Division            | 0-0 (Domicile : 0-0; Extérieur : 0-0) | 0-0 (Domicile : 0-0; Extérieur : 0-0) | Division                              | 0-0 (Domicile : 0-0; Extérieur : 0-0) | 0-0 (Domicile : 0-0; Extérieur : 0-0) | 0-0 (Domicile : 0-0; Extérieur : 0-0) | 0-0 (Domicile : 0-0; Extérieur : 0-0) |
| Division Sud-Est    | Division Sud-Est                      | Division Sud-Est                      | Division Sud-Ouest                    | Division Sud-Ouest                    | Division Sud-Ouest                    | Division Sud-Ouest                    | Division Sud-Ouest                    |
| Équipe              | Domicile                              | Extérieur                             | Équipe                                | Domicile                              | Domicile                              | Extérieur                             | Extérieur                             |
| Atlanta             |                                       |                                       | Dallas                                |                                       |                                       |                                       |                                       |
| Charlotte           |                                       |                                       | Houston                               |                                       |                                       |                                       |                                       |
| Miami               |                                       |                                       | Memphis                               |                                       |                                       |                                       |                                       |
| Orlando             |                                       |                                       | New Orleans                           |                                       |                                       |                                       |                                       |
| Washington          |                                       |                                       | San Antonio                           |                                       |                                       |                                       |                                       |
| Division            | 0-0 (Domicile : 0-0; Extérieur : 0-0) | 0-0 (Domicile : 0-0; Extérieur : 0-0) | Division                              | 0-0 (Domicile : 0-0; Extérieur : 0-0) | 0-0 (Domicile : 0-0; Extérieur : 0-0) | 0-0 (Domicile : 0-0; Extérieur : 0-0) | 0-0 (Domicile : 0-0; Extérieur : 0-0) |
| Conférence          | 0-0 (Domicile : 0-0; Extérieur : 0-0) | 0-0 (Domicile : 0-0; Extérieur : 0-0) | Conférence                            | 0-0 (Domicile : 0-0; Extérieur : 0-0) | 0-0 (Domicile : 0-0; Extérieur : 0-0) | 0-0 (Domicile : 0-0; Extérieur : 0-0) | 0-0 (Domicile : 0-0; Extérieur : 0-0) |
| Total               | 0-0 (Domicile : 0-0; Extérieur : 0-0) | 0-0 (Domicile : 0-0; Extérieur : 0-0) | 0-0 (Domicile : 0-0; Extérieur : 0-0) | 0-0 (Domicile : 0-0; Extérieur : 0-0) | 0-0 (Domicile : 0-0; Extérieur : 0-0) | 0-0 (Domicile : 0-0; Extérieur : 0-0) | 0-0 (Domicile : 0-0; Extérieur : 0-0) |